# الموجود الذهني
الموجود الذهني في الفلسفة موضوع مثالي، أي موضوع للعقل أو الفكر، مما يعني أن وجوده يجوز أن يقال إنه يعتمد على عقل الذات. وهذا يتناقض مع أي كائنات ربما تكون مستقلة عن العقل، والتي يزعم أن وجودها لا يعتمد على وجود موضوع مراقبة واعي. وبالتالي، يجوز مقارنة التمييز بين هذين المصطلحين مع التمييز بين الفينومنون أي الظاهرة والنومنون في سياقات فلسفية أخرى والعديد من التعريفات النموذجية لمصطلحي الواقعية والمثالية كذلك.